# Župnija Ljubljana - Polje
Župnija Ljubljana - Polje je rimskokatoliška teritorialna župnija dekanije Ljubljana - Moste nadškofije Ljubljana.
Župnijska cerkev je cerkev Device Marije Vnebovzete.

### Farne spominske plošče
V župniji so postavljene Farne spominske plošče, na katerih so imena vaščanov iz okoliških vasi, ki so padli na protikomunistični strani v letih 1941-1945. Skupno je na ploščah 92 imen.